# OPeNDAP
OPeNDAP("Open-source Project for a Network Data Access Protocol")は、地球科学分野で広く使われているデータ転送アーキテクチャであり、データ転送プロトコルである。このプロトコルはHTTPベースであり、現在の仕様はOPeNDAP 2.0 draftである。OPeNDAPの仕様には、構造化されたデータをカプセル化すること、属性によりデータにアノテーションを加えること、およびデータを記述するセマンティクスを追加することなどに関する標準が含まれている。プロトコルのメンテナンスはOPeNDAP.orgにより行われている。OPeNDAP.orgは
NPOであり、OPeNDAPのサーバおよびクライアントのリファレンス実装を無償提供している。
機能が限定されているものの、通常のブラウザでもOPeNDAPクライアントとなりえる。通常、OPeNDAPクライアントはOPeNDAPライブラリとリンクされたグラフィックスプログラムやウェブアプリケーションである。前者の例としてGrADS、Ferret、ncBrowseが、後者の例としてDchartが挙げられる。
OPeNDAPクライアントは、OPeNDAPサーバにリクエストを送り、様々なタイプのドキュメントやバイナリデータをレスポンスとして受け取る。クライアントがDDSリクエストを送ると、DDSドキュメントが返される。これはデータセットの構造を記述する。ただし、サーバサイドにあるデータセットは一つのファイルである必要はなく、複数のファイルの集合でも、データベースでもよい。DASドキュメントはDDSの中に記述されたフィールドの属性を与える。クライアントがDODSリクエストを送るとバイナリデータが返される。
OPeNDAPサーバは、任意の大きさのデータコレクションを提供する。サーバ中のデータは多くの場合HDF (Hierarchical Data Format)またはNetCDFフォーマットであるが、ユーザ定義フォーマットを含む任意のフォーマットでもよい。FTPなどの通常のファイル転送プロトコルと比べたOPeNDAPの主なメリットは、一回の転送操作でファイルの一部を取り出すことや、複数のファイルをまとめて取得することが可能なことである。
OPeNDAPはアメリカ航空宇宙局(NASA)やアメリカ海洋大気庁(NOAA)などの米国政府機関で衛星、気象およびその他観測された地球科学データを提供するために広く使われている。